# Gert Lozell
Gert Lozell (né le 31 octobre 1969) est un auteur de bande dessinée tous publics suédois. Il a notamment travaillé sur les séries 91:an, et de Krister Petersson Uti vår hage (sv) et Vi å pappa (sv).

## Distinction
- 2017 : Prix Adamson du meilleur auteur suédois pour l'ensemble de son œuvre